# Ваутер Вранкен
Ваутер Вранкен (фр. Wouter Vrancken, нар. 3 лютого 1979, Сінт-Трейден) — бельгійський футболіст, що грав на позиції півзахисника. По завершенні ігрової кар'єри — тренер. З 2024 року очолює тренерський штаб команди «Гент».
Виступав, зокрема, за клуби «Сент-Трюйден», «Гент» та «Генк», а також молодіжну збірну Бельгії.
Володар Кубка бельгійської ліги. Володар Кубка Бельгії (як тренер).

## Клубна кар'єра
У дорослому футболі дебютував 1999 року виступами за команду «Сент-Трюйден», у якій провів п'ять сезонів, взявши участь у 173 матчах чемпіонату. Більшість часу, проведеного у складі «Сент-Трюйдена», був основним гравцем команди.
Своєю грою за цю команду привернув увагу представників тренерського штабу клубу «Гент», до складу якого приєднався 2004 року. Відіграв за команду з Гента наступні два сезони своєї ігрової кар'єри. Граючи у складі «Гента» також здебільшого виходив на поле в основному складі команди.
У 2006 році уклав контракт з клубом «Генк», у складі якого провів наступні два роки своєї кар'єри гравця. Тренерським штабом нового клубу також розглядався як гравець «основи».
Протягом 2009 року захищав кольори клубу «Мехелен».
Завершив ігрову кар'єру у команді «Кортрейк», за яку виступав протягом 2010 року.

## Виступи за збірні
У 1997 році дебютував у складі юнацької збірної Бельгії (U-18), загалом на юнацькому рівні взяв участь у 1 іграх.
Протягом 2000–2002 років залучався до складу молодіжної збірної Бельгії. На молодіжному рівні зіграв у 17 офіційних матчах.

## Кар'єра тренера
Розпочав тренерську кар'єру, ще продовжуючи грати на полі, 2009 року, очоливши тренерський штаб клубу «РДК Гравело», де пропрацював з 2009 по 2011 рік. Згодом також очолював команди «Оверпельт», «Тес Спорт» та «Ломмел», а також входив до тренерського штабу клубу «Кортрейк».
У 2018 році став головним тренером команди «Мехелен», тренував команду з Мехелена чотири роки.
З 2022 року очолює тренерський штаб «Генка».

## Титули і досягнення

### Як гравця
- Володар Кубка бельгійської ліги (1):

«Сент-Трюйден»: 1998-1999

### Як тренера
- Володар Кубка Бельгії (1):

«Мехелен»: 2018-2019